# Massimo Natili

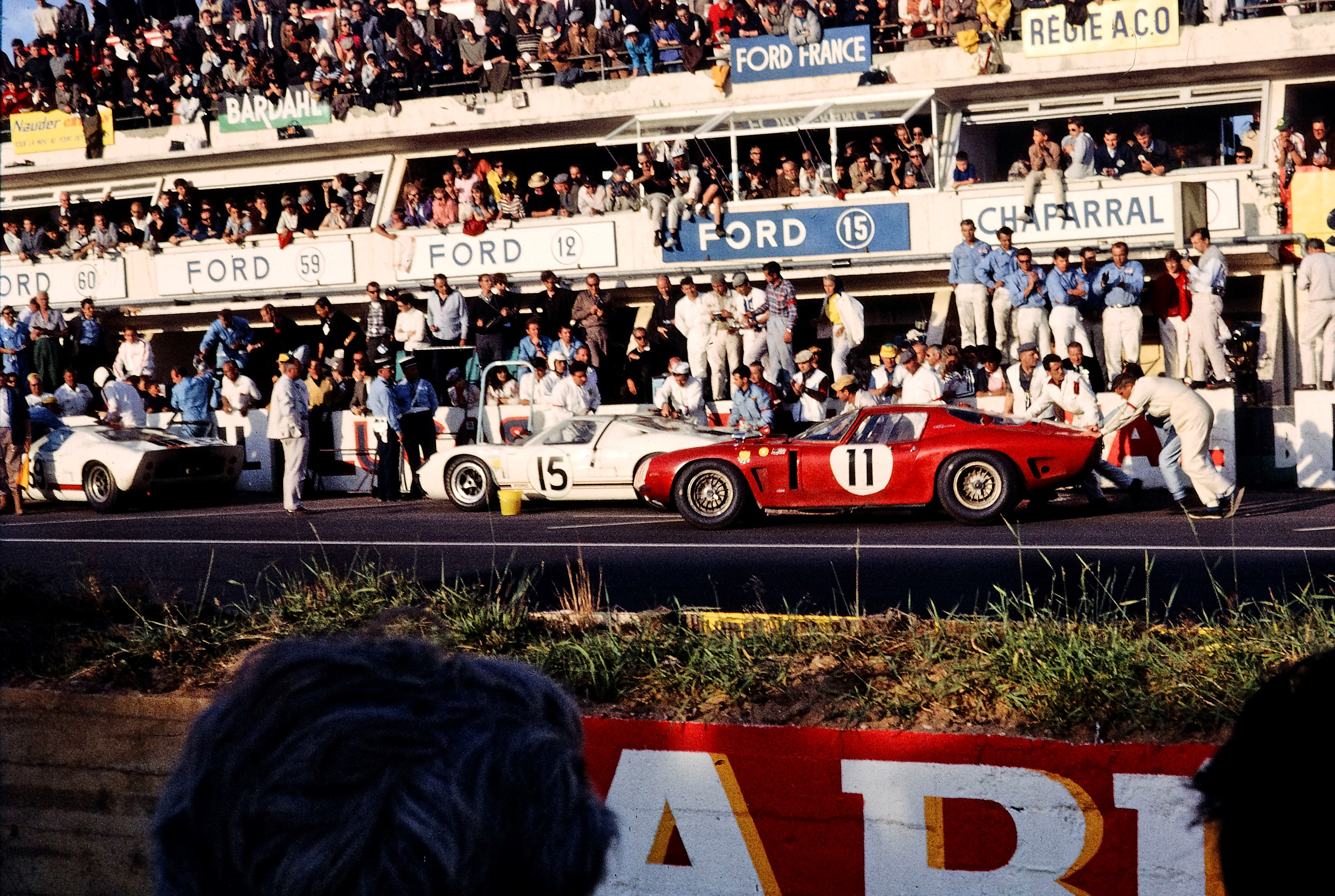
Bizzarrini P538 n.º 11 de Posey y Natili en las 24 Horas de Le Mans de 1966.

Massimo Natili (Ronciglione, 25 de julio de 1936 - Viterbo, 19 de septiembre de 2017) fue un piloto de automovilismo italiano. En Fórmula 1 corrió dos Grandes Premios.
Natili debutó en la Fórmula 1 con la Scuderia Centro Sud de 1961 en una carrera en el Gran Premio de Gran Bretaña que acabó con la retirada por su problema en la caja de cambios. Hizo los entrenamientos del Gran Premio de Italia pero no participó en la carrera.
En 1962, Natili estuvo involucrado en un accidente serio en la carrera de la Fórmula Junior en el Monza y fue rescatado por un espectador anónimo. En 1966, participó en las 24 Horas de Le Mans con Bizzarrini haciendo equipo con el estadounidense Sam Posey donde acabó descalificado.

## Resultados

### Fórmula 1
(Clave) (negrita indica pole position) (cursiva indica vuelta rápida)

| Año     | Escudería           | 1   | 2   | 3   | 4   | 5       | 6   | 7       | 8   | Pos. | Puntos |
| ------- | ------------------- | --- | --- | --- | --- | ------- | --- | ------- | --- | ---- | ------ |
| 1961    | Scuderia Centro Sud | MON | NED | BEL | FRA | GBR Ret | GER | ITA DNQ | USA | NC   | 0      |
| Fuente: |                     |     |     |     |     |         |     |         |     |      |        |